# Федчук Петро Миколайович
Петро́ Микола́йович Федчу́к (нар. 31 жовтня 1968, Білгородка, Ізяславський район, Хмельницька область) — колишній заступник начальника Головного управління — начальник міліції громадської безпеки ГУМВС України в місті Києві, колишній полковник міліції. Причетний до організації побиття учасників Євромайдану у Києві у ніч на 30 листопада 2013 року. Кримінальний злочинець і колаборант.

## Життєпис
Народився 31 жовтня 1968 року в селі Білогородка Ізяславського району Хмельницької області.
Після служби у Збройних силах з 1989 по 1994 поки був міліціонером полку патрульно-постової служби міліції, УВС міста Києва, а з 1994 по 1999 командиром взводу. Протягом 1999—2004 років навчався Національного університету внутрішніх справ за спеціальністю правознавство.
- З 04.1999 по 04.2000 — інспектор відділу організації охорони громадського порядку управління адміністративної служби міліції Головного управління МВС України в місті Києві
- З 02.2000 по 09.2002 — старший інспектор відділу організації охорони громадського порядку управління адміністративної служби міліції Головного управління МВС України в місті Києві
- З 09.2002 по 12.2003 — заступник начальника відділу організації охорони громадського порядку управління адміністративної служби міліції Головного управління МВС України в місті Києві
- З 12.2003 по 07.2006 — заступник начальника управління — начальник відділу організації охорони громадського порядку управління адміністративної служби міліції Головного управління МВС України в місті Києві
- З 07.2006 по 04.2010 — заступник начальника управління — начальник відділу організації охорони громадського порядку управління громадської безпеки Головного управління МВС України в місті Києві
- З 04.2010 по 07.2011 — начальник управління громадської безпеки Головного управління МВС України в місті Києві
- З 07.2011 по 05.2012 — начальник управління охорони громадського порядку Головного управління МВС України в місті Києві
- З 05.2012 по 07.2013 — начальник управління громадської безпеки Головного управління МВС України в місті Києві
- З липня 2013 по січень 2014 — заступник начальника Головного управління — начальник міліції громадської безпеки ГУМВС України в місті Києві.

## Розслідування
Командував діями співробітників СПМГБ «Беркут» з метою силового придушення Майдану. Зокрема був помічений і зафіксований на відео 22 січня 2014 року протистояння на вулиці Грушевського в Києві.
У січні 2014 відсторонений від обов'язків на час службового розслідування причетності до організації побиття учасників Майдану у Києві у ніч на 30 листопада 2013 року. Після цього втік до Росії, де, за інформацією Служби безпеки України, отримав громадянство Російської Федерації.
У січні 2015 року Петра Федчука віднайшли на відеозаписі з подій на Манежній площі у Москві 30 грудня 2014 року. Колишній український правоохоронець був у формі російської поліції з погонами полковника.

#### Розпалювання національної ворожнечі та ненависті
У листопаді 2024 року суд виніс вирок Вадиму Колесніченку у справі про розпалювання національної ворожнечі. За даними слідства, у квітні 2010-го він в Українському домі у Києві організував виставку фото й документів під назвою «Волинська різня — польські та єврейські жертви ОУН-УПА» з метою розпалювання національної ворожнечі та ненависті. Коли відвідувачі виставки висловили невдоволення щодо правдивості даних, Колесніченко закликав правоохоронців застосувати проти них фізичне насильство. Мова йшла про колишнього голову Київської міліції Петра Федчука і заступника командира «Беркуту» Сергія Кусюка. Колесніченка, Кусюка та Федчука заочно засуджено до 5 років ув'язнення.